# Iubire ascunsă
Iubire ascunsă (turcă: Aşk-ı Memnu) este un serial de televiziune romantic dramatic turcesc produs de Ay Yapım. A fost produs și transmis în premieră de Kanal D (Turcia) între 2008 și 2010. Este adaptat după romanul omonim  Aşk-ı Memnu scris de autorul Halit Ziya Uşaklıgil, dar acțiunea serialului are loc în Istanbulul de astăzi în loc de secolul al XIX-lea ca în roman.

## Distribuție

### Roluri principale
- Beren Saat ca Bihter Yöreoğlu
- Kıvanç Tatlıtuğ ca Behlül Haznedar
- Nebahat Çehre ca Firdevs Yöreoğlu
- Selçuk Yöntem ca Adnan Ziyagil
- Batuhan Karacakaya ca Bülent Ziyagil
- Nur Aysan ca Peyker Yöreoğlu